# Національний олімпійський комітет Вірменії
Національний олімпійський комітет Вірменії (вірм. Հայաստանի ազգային օլիմպիական կոմիտե); (ARMNOC)) — організація, що представляє Вірменію в міжнародному олімпійському русі. Заснована в 1990 році; зареєстрований в МОК в 1993 році.
Штаб-квартира розташована в Єревані. Є членом МОК, ЄОК та інших міжнародних спортивних організацій. Здійснює діяльність по розвитку спорту в Вірменії.